# Province de Santiago
 (décembre 2014).

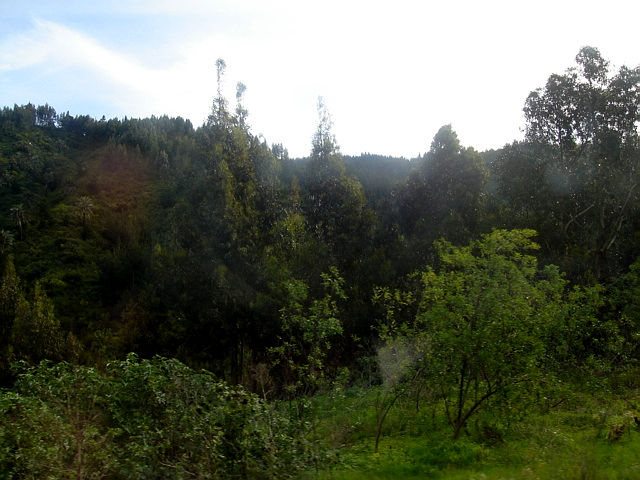
Forêt de la province

La province de Santiago constitue une des six provinces de la Région métropolitaine de Santiago, étant celle qui abrite la majeure partie de la population de la région, regroupant trente et une des trente-cinq communes qui constituent le Gran Santiago.

## Relief et climat
La quasi-totalité de la province se trouve sur l'immense plateau fertile appelé par les Chiliens la Vallée centrale. Le terrain se caractérise par de faibles élévations par rapport à son altitude (environ cinq cents mètres tout de même) et est entourée par des collines (appelées cerros ou cerros islas), comme les cerros Santa Lucía (un ancien volcan éteint), Blanco et Renca, de nos jours situé dans la commune de Santiago.
Le climat de la province de Santiago, et généralement de la région métropolitaine de Santiago est tempéré de type méditerranéen, avec tendance continentale ( équivalent au climat de la Castille). Les précipitations se concentrent durant les mois d'hiver, qui se présentent généralement sous forme de neige au-dessus de 1 000 mètres d'altitude. Occasionnellement, Santiago connaît quelques épisodes neigeux comme en 1998 et en juillet 2007. Cependant du fait de l'altitude relativement élevée, les gelées sont fréquentes durant les nuits claires. Les mois d'été sont habituellement secs et chauds. La Cordillère de la côte agit comme un écran climatique et s'oppose à la propagation de l'influence maritime, ce qui a pour effet d'accroître le degré continental du climat. Cette situation est importante si l'on compare les précipitations moyennes des villes côtières comme Valparaíso (située à la même latitude et à seulement 120 kilomètres de la capitale) (460 mm) avec celle Santiago du Chili (360 mm).
Les précipitations moyennes annuelles atteignent les 367 millimètres à Santiago. la commune de Lo Barnechea située à l'est de la capitale est située à 800 mètres possède quant à elle  une moyenne de 800 mm. La température moyenne annuelle atteint les 13,5 °C, avec une moyenne maximale de 21 °C et une minimum de 6 °C.

## Démographie

### Le passé
Avant l'arrivée des Espagnols, la zone centrale du Chili était habité par les Amérindiens, les Picunches, ethnie appartenant au groupe ethnique des  Mapuches.  L'occupation européenne a eu un effet considérable sur la population de la région, qui a souffert d'une rapide et inévitable quasi-extinction.

### Population
Selon le recensement réalisé en 2002, la province de Santiago comptait 4 728 443 habitants, dont 2 244 497 hommes et 2 483 946 femmes, avec un indice de masculinité de 92,39 %. La densité de population est la plus importante du Chili, avec 2 304,83 hab/km2.

## Autoroutes urbaines et chemin de fer
Les autoroutes urbaines de Santiago sont, à fin 2004, les premières autoroutes concessionnées. Le péage se fait par un système d'encaissement automatique au moyen d'un dispositif électronique nommé Televía ou TAG dont les véhicules doivent être munis pour accéder à ce réseau routier.
Las autoroutes concédées du Grand Santiago sont :
- Autoroute Central ;
- Autoroute Costanera Norte ;
- Autoroute Vespucio Norte Express ;
- Autoroute Vespucio Sur.